# Channa amphibeus
Channa amphibeus es una especie de pez del género Channa, familia Channidae. Fue descrita científicamente por McClelland en 1845.
Se distribuye por Asia: India y Bután. La longitud total (TL) es de 90 centímetros. Especie bentopelágica que habita en grandes ríos.
Está clasificada como una especie marina inofensiva para el ser humano.